# 哈埃納 (夏威夷州夏威夷縣)
哈埃納（英語：Hāʻena）是位於美國夏威夷州夏威夷縣的一個非建制地區。該地的面積和人口皆未知。

## 地理
哈埃納的座標為19°38′37″N 154°59′01″W / 19.64361°N 154.98361°W，而該地的平均海拔高度為2米（即7英尺）。